# 齐鲁文化
齐鲁文化，又称海岱文化，是指以今中國山东省为中心形成和发展的一种地域文化。齐鲁文化区以泰沂山脉为中心，其范围大致包括今日的山东省京杭大运河以东地区、江苏省北部、辽东半岛，基本上与胶辽官话区以及山东省内的冀鲁官话区相符，向西以大运河与中原文化为界，向南与江淮官话区的江淮文化相邻。齐鲁文化可细分为“鲁西文化”和“胶东文化”。

## 特征

### 齐文化
管仲是齊國的政治家、哲学家，春秋时代法家代表人物，其主要思想被后人记载于《管子》书中。

### 鲁文化
孔子是魯國的教育家與哲学家，為易学、儒家的创始人。其仁、义、礼、智、信的思想产生了深远的影响。

## 范围
齐鲁文化区以泰沂山脉为中心，其范围大致包括今日的山东省京杭大运河以东地区、江苏省北部、辽东半岛，基本上与胶辽官话区以及山东省内的冀鲁官话区相符，向西以大运河与中原文化为界，向南与江淮官话区的江淮文化相邻，向北跨越渤海海峡，在辽东半岛与东北官话区的东北文化相邻。

## 历史

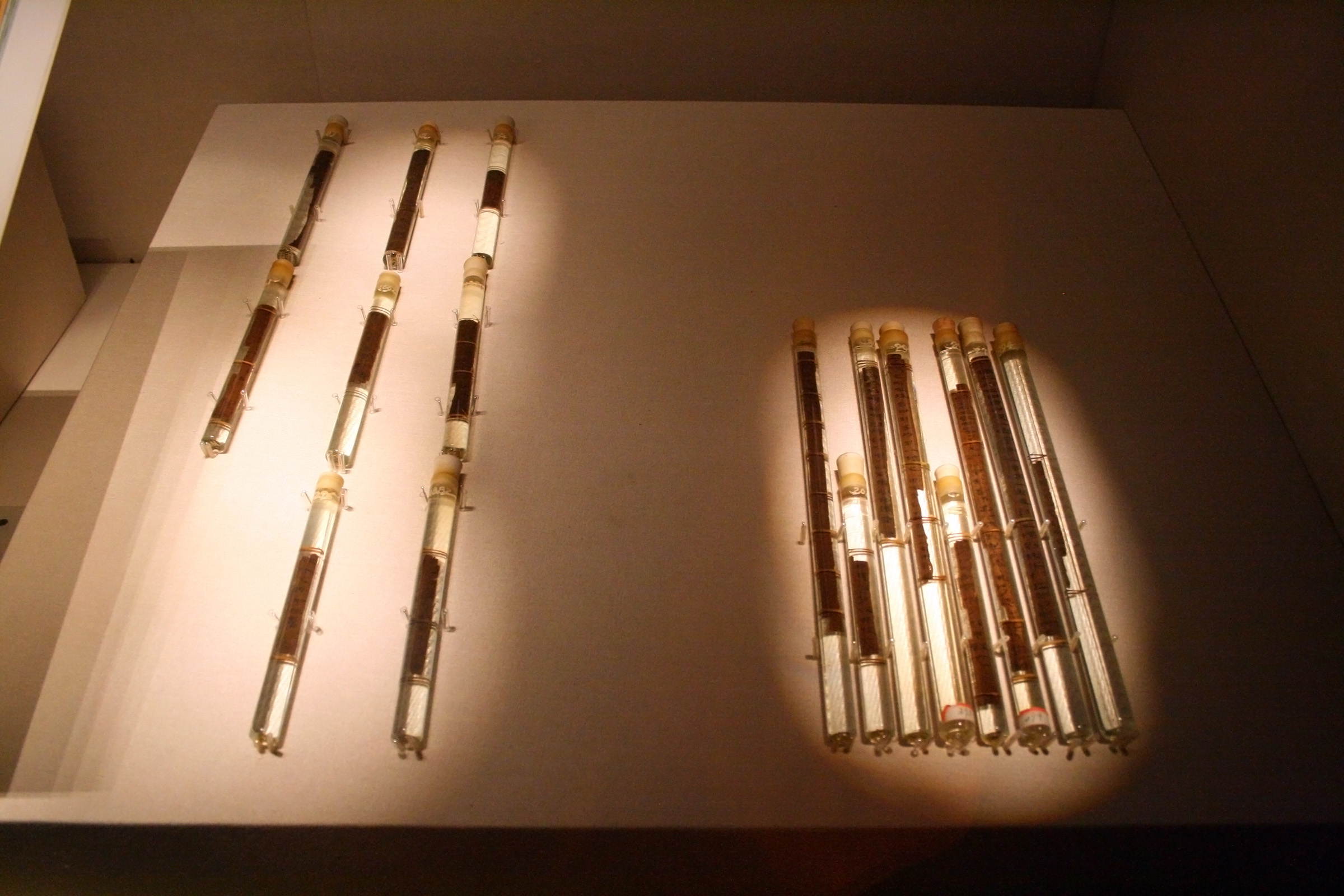
银雀山汉墓出土的《孙子兵法》竹简

史前时期的山东文化称为东夷文化，是中国最古老的文明之一。东夷人的文字可能是商代甲骨文的重要来源之一，其中的“旦、斤、皇、封、酒、拍”等文字沿用至今。据中国典籍记载，东夷人发明了弓箭，拥有很高的制陶技术，同时也是中国最早使用铜和铁的部族。龙山文化的研究表明，东夷人也是礼制的发明者，这表明其社会阶级和国家的形成。中国考古学家俞伟超认为“如果不是4000多年前的那场大洪水，东夷人可能会建立中国最早的王朝。”
自西周初年齐、鲁建国至春秋，是齐文化（胶东文化）与鲁文化（鲁西文化）的形成时期。其中，齐文化以东夷文化为主、以周文化为辅，而鲁文化则以周文化为主、以东夷文化为辅。齐国文化偏功利或理性，因而出现了兵家（孙武、孙膑）、天文学家（甘德、邹衍）、医学家（扁鹊）、逻辑学家（公孙龙）、阴阳家（邹奭），以及道家、名家、法家、农家、纵横家等重实利型的诸子百家；而鲁文化则偏重禮數型和封建型，出现了主張恢復封建制和等級制的儒家。但同時也出現了反對儒家，崇尚邏輯的墨家。在战国时期，齐，鲁文化中齊文化開始佔據主體，其中法家學說和墨家學說占了很大部分。
汉时期，儒学体系得到汉武帝的认可，经“罢黜百家，独尊儒术”后，成为后来中国社会框架与价值观的基石。东汉末年，山东又出现了两位著名的大经学家何休和郑玄。东晋南朝时期流寓江南的著名士族如琅琊王氏、兰陵萧氏、高平郗氏、琅琊颜氏和泰山羊氏都来自齐鲁之乡。魏晋之后，齐鲁文化逐渐失去其独立性。

## 文学
2011年8月，莫言创作的长篇小说《蛙》获得第8届茅盾文学奖。2012年10月11日，莫言因為其“以幻觉现实主义融合了民间故事、历史与当代”而获得诺贝尔文学奖，成为首位获得该奖的中华人民共和国籍作家。

## 艺术
山东民歌代表作有汉代的《梁父吟》、清代的白雪遗音，以及现代的《沂蒙山小调》等。地方曲艺形式有山东梆子、山东快书、吕剧等。

## 宗教
山东省现在主要有佛教、道教、伊斯兰教、天主教和基督教（新教）五种宗教。
佛教和道教在山东有千年以上历史，伊斯兰教主要自13世纪随回族穆斯林徙居山东后发展的。天主教和基督教主要是在鸦片战争后迅速传播起来的。
1990年，全山东省信教群众120万人，宗教活动场所3040处，宗教教职人员2578人。

## 语言
| 东区     | 东区     | 西区     | 西区     |
| 东莱区   | 东潍区   | 西齐区   | 西鲁区   |
| 胶辽官话 | 胶辽官话 | 冀鲁官话 | 中原官话 |

山东地区存在不同的方言，在语音、词汇、语法方面有所差异。钱增怡等学者将山东方言分成两大区和四小区，而李荣则分成冀鲁官话、中原官话和胶辽官话三个区。侯宝林学说的山东话则是胶辽官话，而山东快书用的山东话则属于冀鲁官话。冀鲁官话包括聊泰小片（如：济南话）、黄乐小片（如：无棣话）等；中原官话有济宁话、枣庄话等；胶东方言则比较复杂，与辽宁的大连丹东地区方言同属于胶辽官话，是华东地区和普通话差别最大的方言群体。胶辽官话包括登连片、青莱片、营通片三处，使用者约有3000多万。其中青莱片内又分青岛小片、青朐小片、莱昌小片和莒照小片四小片区:11。

## 民俗
山东民俗有齐、鲁两种不同的风格。齐俗继承东夷文化传统，较少受宗周礼制的束缚，带有商品经济的色彩。鲁俗则试图用周礼来替代原有的文化传统，更带有自然经济的色彩。其中，鲁中平原以农耕文化为特色，潍坊风筝、杨家埠年画散发着浓郁的泥土气息；胶东沿海渔家风情浓郁，粗犷奔放；鲁西地区传统深重，是孔孟之乡。

### 饮食

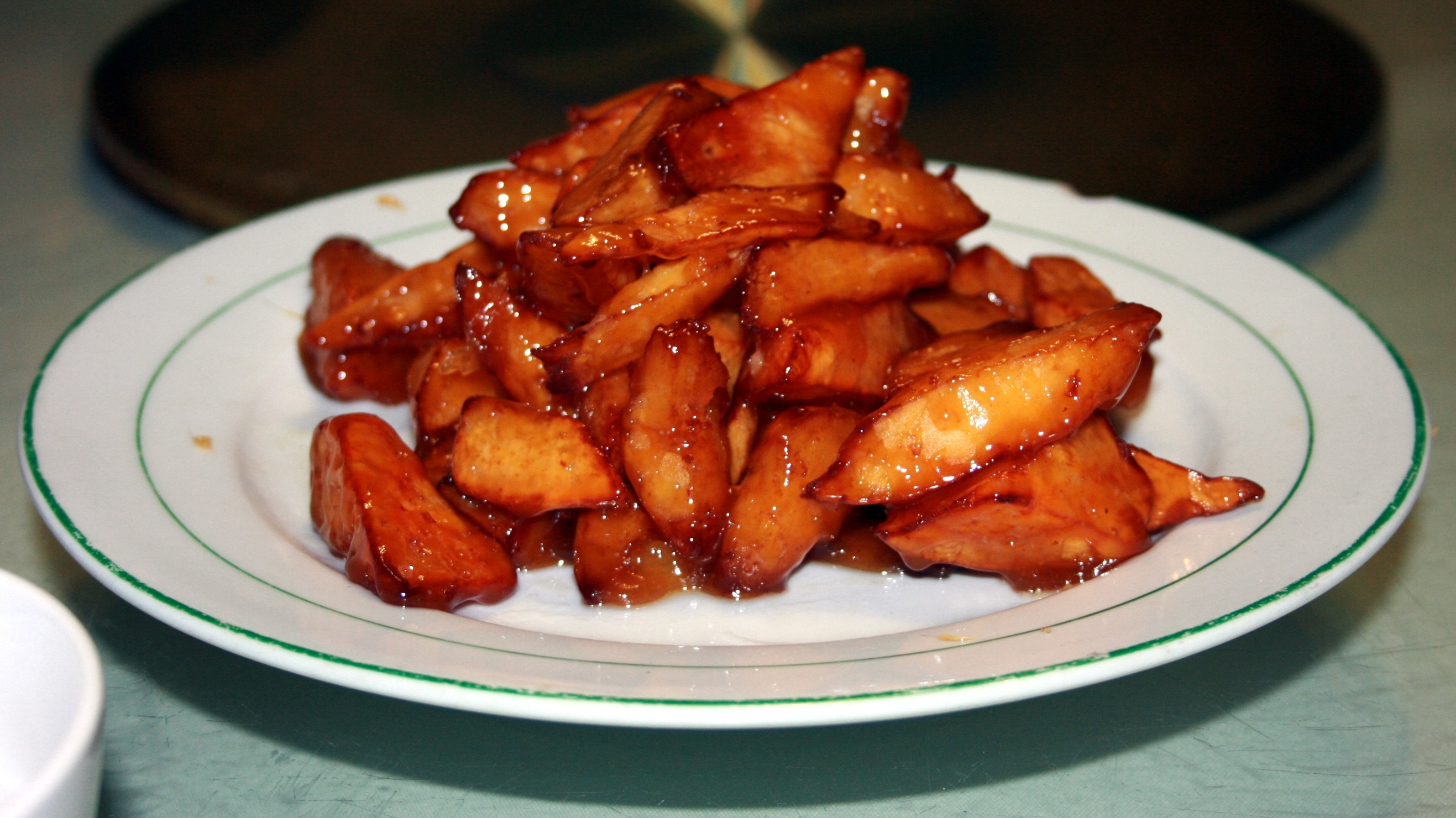
拔丝地瓜

鲁菜位居中国四大菜系之首，早在春秋时期已久负盛名，宋代以后成为北方菜的代表，明、清两代，鲁菜為宫廷御膳主体，对北京、天津、河北和东北各地的影响较大。鲁菜菜系又可以分为济南菜、胶东菜以及孔府菜。其中，济南菜擅长爆、烧、炸、炒，口味偏重；胶东菜起源于福山、烟台、青岛等沿海地区，以烹饪海鲜见长，口味以鲜嫩为主，偏重清淡，讲究原汁原味；孔府菜则以用料考究、製作精細、自成一格和風味獨特而聞名天下。山东的传统名菜有糖醋黄河鲤鱼、葱烧海参、木须肉、扒原壳鲍鱼、九转大肠、炸荷花、济南烤鸭、拔丝地瓜、四喜丸子等。“德州扒鸡制作技艺”和“龙口粉丝传统手工生产技艺”还是国家级非物质文化遗产。
山东的酒文化也非常有名，而且注重礼节。请客方最高职位者称为“主陪”，坐在房间门口的正对面；主陪的右手边是“主宾”，是客人里面职位最高者；主陪的左手方是“副主宾”；而“副陪”坐在主陪的对面，即背对门口，主要负责带动客人喝酒。上菜、倒茶、倒酒等都是从主宾位置开始。山东葡萄酒文化也历史悠久，1892年清朝实业家张弼士创建的烟台张裕酿酒公司，如今是中国乃至亚洲最大，世界第十大葡萄酒生产商，有葡萄酒、白兰地、香槟酒、保健酒四大系列数百种产品。葡萄酒庄园和葡萄酒文化博物馆渐成居民文化旅游、休闲观光新去处。

### 节会

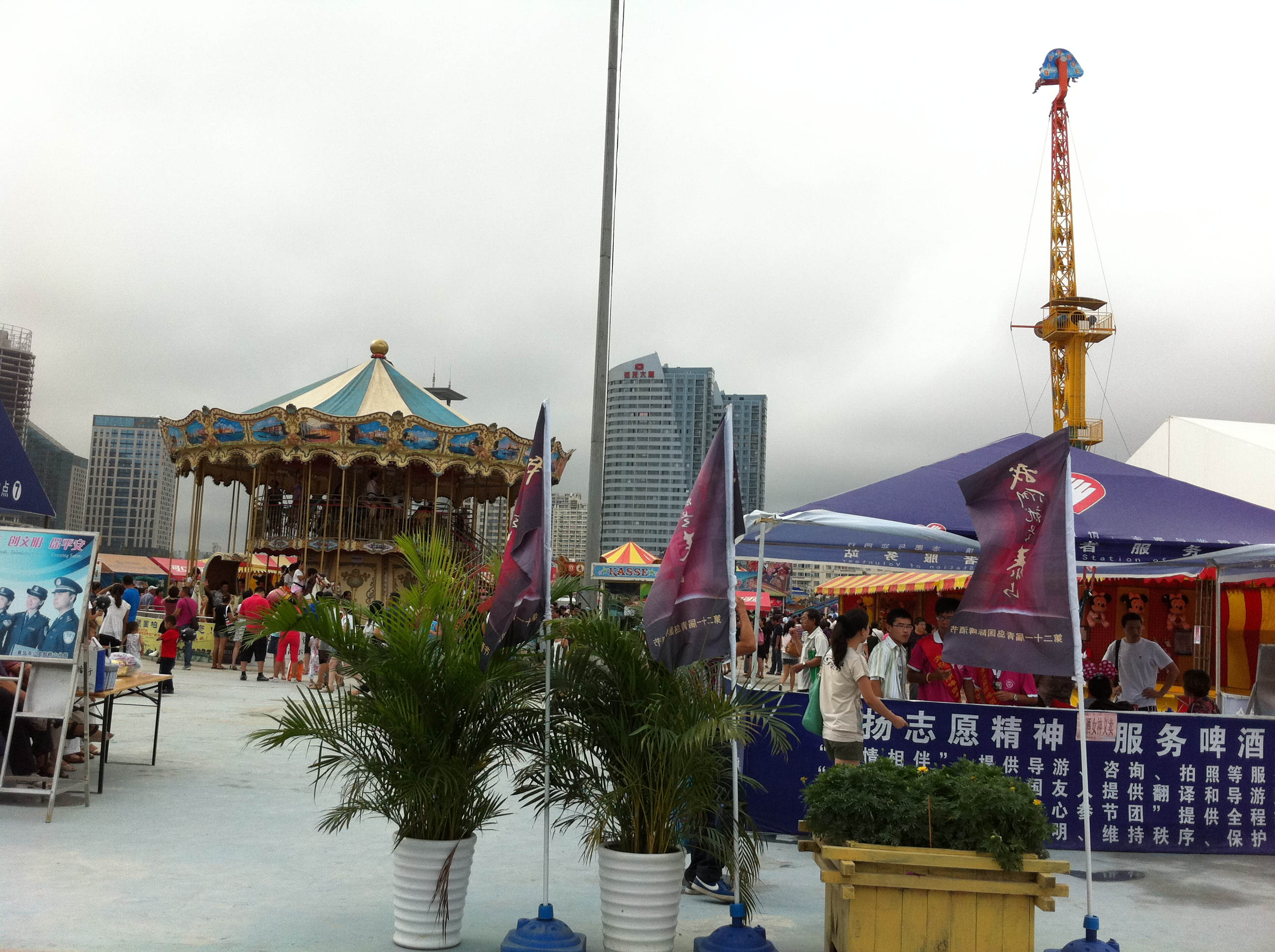
2011年青岛国际啤酒节

节会分为传统节会和新兴节会。新兴节日大多是全国普遍性的节日，如元旦、三八妇女节、植树节等。改革开放以来，山东各地创办了不少新的节、会，统称“新兴节会”，意在发展地方经济和旅游业，包括孔子文化节、荣成渔民节、青岛国际啤酒节、淄博陶瓷琉璃艺术节、以及各种文化艺术节等。

## 文化遗产

### 文物
- 大汶口文化彩陶八角星纹豆
- 西周太保鼎
- 齐王墓青铜方镜

## 旅游

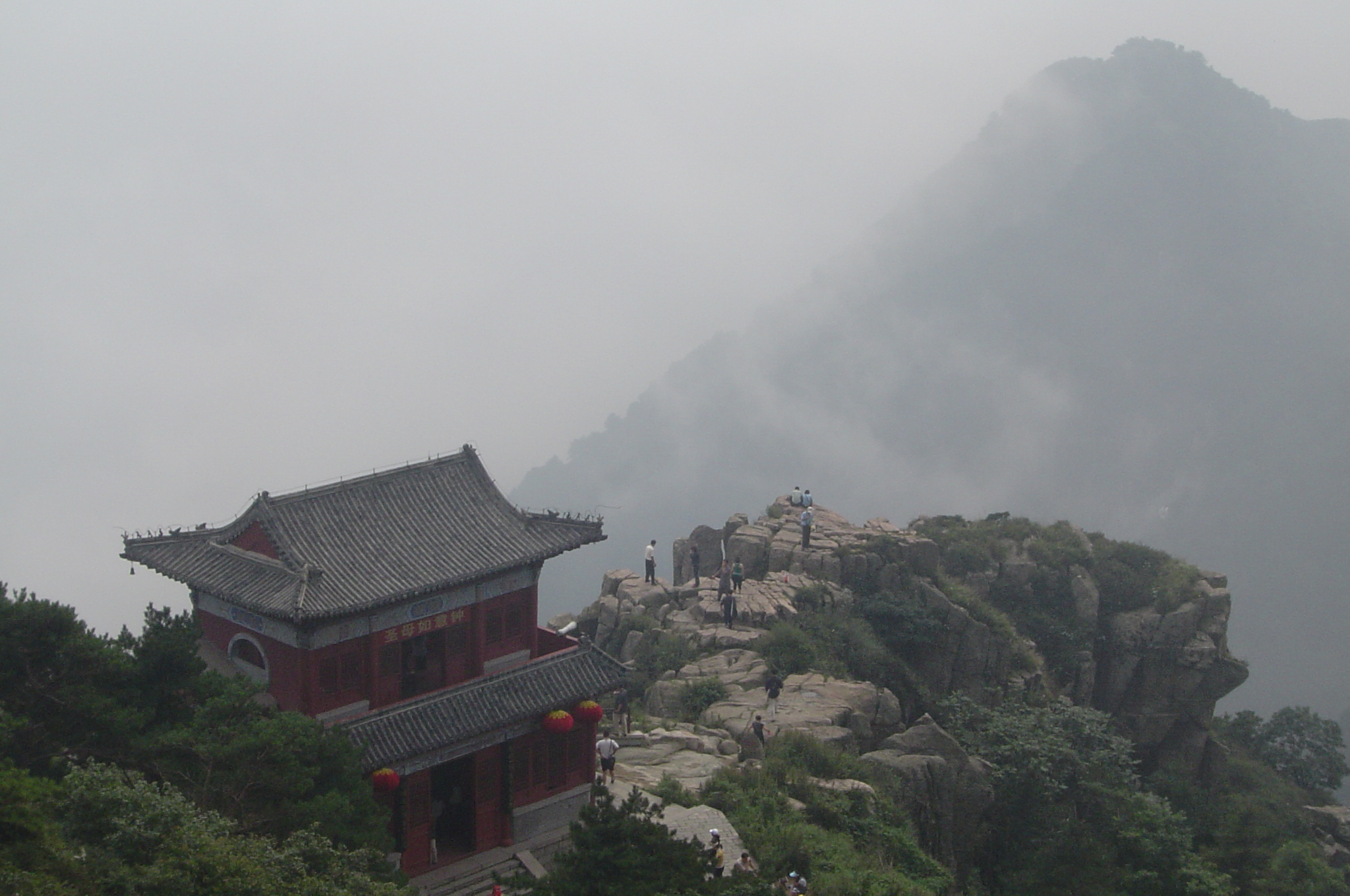
泰山是中国第一个被评为世界遗产的名胜。

截止到2015年12月，山东有国家级旅游资源446处。其中历史文化名城10处；重点文物保护单位196处；国家级风景名胜区5处；国家级自然保护区7处；国家森林公园42处；国家地质公园13处；国家级非物质文化遗产173项。全省共有A级景区783处，其中5A级景区9处。列表如下：
- 6处国家重点风景名胜区：泰山、崂山、胶东半岛海滨、博山、青州、千佛山
- 7处国家级自然保护区：山旺古生物化石、长岛、黄河三角洲、即墨马山、滨州贝壳堤岛与湿地、荣成大天鹅、昆嵛山
- 10座国家历史文化名城：曲阜、济南、青岛、聊城、邹城、临淄、泰安、烟台、蓬莱、青州[39]
  - 省级历史文化名城：济宁、淄博、蓬莱、潍坊、临沂、临清、莒县、烟台、峄城、台儿庄、滕州、枣庄[40]
- 5座中国历史文化名村：济南市章丘区官庄乡朱家峪村、荣成市宁津街道东楮岛村、青岛市即墨区田横镇雄崖所村、淄博市周村区王村镇李家疃村和招远市辛庄镇高家庄子村[41]
- 42处国家森林公园：崂山、抱犊崮、泰山、腊山等
- 196处全国重点文物保护单位（列表）和397处省级文物保护单位（列表）

## 人物
- 孔子：易学、儒学和儒家的创始人[42][43][44]
- 孙武：中国古代著名军事家，后人尊称其为孙子、兵圣。
- 鲁班：春秋末叶著名工匠，被后世尊为中国工匠师祖。
- 王羲之：中国东晋书法家，有书圣之称。
- 秦琼：中国唐朝齐州历城（今山东济南）人。唐朝开国将领，凌烟阁二十四功臣之一，与尉迟恭为传统门神。

### 引用
1. ↑  . 2007-10-26 （中文（简体））.[永久]
2. ↑  周非，《諸子百家大解讀》，遠流出版社，2011年4月初版。
3. 1 2 3 4  追寻东夷族的文化足迹 （页面存档备份，存于） 新华网
4. ↑  逄振镐, "从图像文字到甲骨文——史前东夷文字史略" （页面存档备份，存于）, 《中原文物》2002年第2期
5. 1 2  东夷及其文化发展 （页面存档备份，存于） 山东省情网
6. ↑  俞伟超:《龙山文化与良渚文化衰变的奥秘》, 《纪念城子崖遗址发掘60 周年国际学术讨论会文集》, 齐鲁书社, 1993 年
7. ↑  . 中国华文教育网. 中国山东网. 2007年10月31日  [2016-11-28]. （原始内容存档于2017-03-05）.
8. ↑  石头. . 华广网. 2010-06-15  [2016-11-30]. （原始内容存档于2016-12-01）.
9. ↑  . 中国华文教育网. 2007年6月12日  [2016-11-28]. （原始内容存档于2017-03-05）.
10. ↑  石头. . 华广网. 2010-06-15  [2016-11-30]. （原始内容存档于2016-12-01）.
11. ↑  瑞典学院. . 译言网. 由江烈农翻译.   [2012年10月14日]. （原始内容存档于2012年10月17日） （中文（中国大陆））.
12. ↑  . 2012-10-11  [2015-03-29]. （原始内容存档于2015-04-02）.
13. ↑  . Nobel Media AB.   [2012-10-11]. （原始内容存档于2014-01-09） （英语）.
14. ↑  . 《齐鲁晚报》. 2011年3月24日  [2014年7月6日]. （原始内容存档于2011年4月2日）.
15. ↑  黄志良，〈白雪遗音研究〉，东吴大学中国文学研究所硕士论文，1992年7月
16. ↑  . 中国华文教育网.   [2016-11-28]. （原始内容存档于2017-03-05）.
17. ↑  . 中国·山东.[]
18. ↑  钱曾怡. . 齐鲁书社. 2001.
19. ↑  马凤如.  (PDF). 立命馆大学.   [2016-11-30]. （原始内容 (PDF)存档于2016-12-01）.
20. ↑  钱曾怡; 罗福腾. . 《山东教育》. 1998年, (23期)  [2016-11-30]. （原始内容存档于2016-12-01）.
21. ↑  钱曾怡. . 济南: 齐鲁书社. 2010. ISBN 9787533324537.
22. ↑  . 甘肃人民出版社. 2008. ISBN 7226036312.
23. ↑  . 中国网. 2009-06-10  [2017-02-21]. （原始内容存档于2020-03-30）.
24. ↑  . 中国华文教育网. 2008年1月19日  [2016-11-28]. （原始内容存档于2017-03-05）.
25. ↑  王希君. . 大连出版社. 2013年11月29日  [2016-11-30]. （原始内容存档于2016-03-05）.
26. ↑  . 人民网. 湖南在线. 2010年3月24日  [2016-11-30]. （原始内容存档于2017-03-23）.
27. ↑  . 凤凰网资讯. 南方都市报. 2014年10月10日  [2016-11-30]. （原始内容存档于2016-12-01）.
28. ↑  王琳雁. . 中国网. 德州新闻网. 2014-07-29  [2016-12-04]. （原始内容存档于2016-12-20）.
29. ↑  . 新华网. 华夏酒报. 2011-04-19  [2016-12-04]. （原始内容存档于2017-03-05）.
30. ↑  . 新华网. 舜网\山东范儿. 2016-09-09  [2016-12-04]. （原始内容存档于2016-12-20）.
31. ↑  . 中国酒志网. 2015-05-20  [2016-12-04]. （原始内容存档于2016-12-20）.
32. ↑  . 山东台办网. 2014-09-18  [2016-12-04]. （原始内容存档于2016-12-20）.
33. ↑  . 凤凰网.   [2016-12-04]. （原始内容存档于2016-05-03）.
34. ↑  . 凤凰网. 2013年5月8日  [2016-12-04]. （原始内容存档于2016-12-20）.
35. ↑  易黎. . 中国葡萄酒资讯网. 中外葡萄与葡萄酒. 2016-08-24  [2016-12-04]. （原始内容存档于2016-12-20）.
36. ↑  山东省志·民俗志，第五卷 第二类 第一辑新兴节日
37. ↑  山东省志·民俗志，第五卷 第二类 第二辑新兴节会
38. ↑  . 山东旅游政务网.   [2016-11-30]. （原始内容存档于2016-12-30）.
39. ↑  单非. . 中国山东网. 2014-11-26  [2016-12-02]. （原始内容存档于2017-03-05）.
40. ↑  . 枣庄市规划局. 2011-11-05  [2016-12-02]. （原始内容存档于2016-12-02）.
41. ↑  . 中华人民共和国住房和城乡建设部. 国家文物局. 2014年2月19日  [2016-11-29]. （原始内容存档于2016年11月29日）.
42. ↑  韓非《韓非子·顯學》：世之顯學，儒、墨也。儒之所至，孔丘也。墨之所至，墨翟也。自孔子之死也，有子張之儒，有子思之儒，有顏氏之儒，有孟氏之儒，有漆雕氏之儒，有仲良氏之儒，有孫氏之儒，有樂正氏之儒。自墨子之死也，有相里氏之墨，有相夫氏之墨，有鄧陵氏之墨。故孔、墨之後，儒分為八，墨離為三，取舍相反、不同，而皆自謂真孔、墨，孔、墨不可復生，將誰使定世之學乎？
43. ↑  西漢·司馬遷《史記·儒林列傳》：自孔子卒後，七十子之徒散游諸侯，大者為師傅卿相，小者友教士大夫，或隱而不見。故子路居衛，子張居陳，澹臺子羽居楚，子夏居西河，子貢終於齊。如田子方、段干木、吳起、禽滑釐之屬，皆受業於子夏之倫，為王者師。是時獨魏文侯好學。后陵遲以至于始皇，天下并爭於戰國，懦術既絀焉，然齊魯之閒，學者獨不廢也。於威、宣之際，孟子、荀卿之列，咸遵夫子之業而潤色之，以學顯於當世。
44. ↑  東漢·班固《漢書·藝文志》：儒家者流，蓋出於司徒之官，助人君順陰陽明教化者也。游文於六經之中，留意於仁義之際，祖述堯舜，憲章文武，宗師仲尼，以重其言，於道最為高。